# Avenue du Luxembourg
L'avenue du Luxembourg est une artère liégeoise.

## Situation et accès
Située dans le quartier des Vennes et Fétinne cette voie débute avenue Albert Mahiels et se termine boulevard Émile de Laveleye. 
Voies adjacentes
- Avenue Albert Mahiels
- Boulevard Émile de Laveleye
- Rue de Londres
- Place des Nations-Unies
- Rue de Paris
- Avenue Reine Élisabeth
- Rue de Spa

## Historique

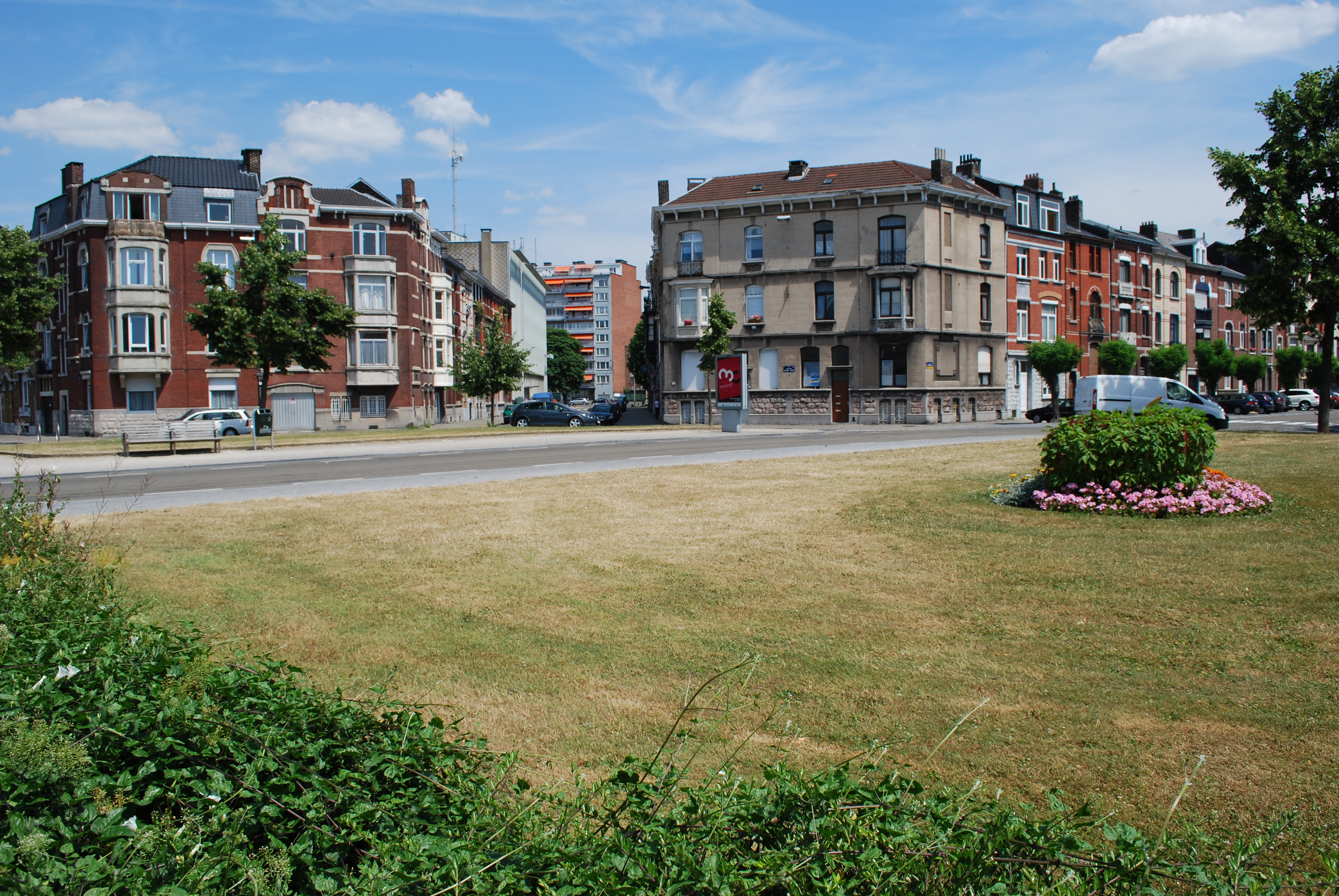
Angle de la rue de Spa et de l'avenue du Luxembourg, sur la place des Nations-Unies.

L'avenue du Luxembourg a été créé au début du XXe siècle lors des importants travaux d'aménagement de la rive droite de la Meuse, pour l'organisation de l'exposition universelle de 1905. L'avenue du Luxembourg est coupée perpendiculairement par la voie ferrée (surélevée) reliant Liège à Maastricht.

## Bâtiments remarquables et lieux de mémoire
L'avenue du Luxembourg présente un ensemble très homogène de maisons (et quelques immeubles à appartements) caractéristiques de l'architecture bourgeoise du début du XXe siècle (années 1920-1930 essentiellement).
- Architecte G. Debouny : no 19 (maison).
- Architecte Ch. Falisse : no 8 (maison).
- Architecte H. Halkin : no 11 (maison, 1914) et no 17 (maison).
- Architecte M. Hardy : no 4 (immeuble à appartements).
- Architecte J. Jorissen : no 58 (maison).
- Architecte J. Lenaers : no 21 (maison)
- Architecte A. Lobet : no 12 (maison).
- Architecte M. Monnig : no 14 (maison).
- Architecte P. Petit : no 1 et 37 (immeubles à appartements).
- Architecte Louis Rahier : no 6 (immeuble à appartements, 1952) et no 46, 60, 62 et 66 (maisons).
- Architecte V. Verlinden : no 44 (maison).
- Architecte Charles Vivroux : no 25 et 27 (maisons).
- Architecte Emile Wurth : no 30, 32, 34, 53 et 61 (maisons, 1926) et no 38, 40, 42 (maisons, 1927).